# Salpis tuberata
Salpis tuberata là một loài bướm đêm trong họ Geometridae.